# Guaracha
Guaracha [gvarača] je hudební styl, resp. píseň tanečního typu, mající původ na Kubě 18. století. Styl se později rozšířil i za hranice Kuby, především do Mexika.

## Charakteristika stylu
Sólista doprovázený sborem, často improvizující, zpívá většinou dvojsmyslné, satirické, žertovné nebo uštěpačné texty. Tématem textů bývají známé osobnosti, aktuální politické dění nebo sociální problémy. Taneční kroky jsou složité a tanec není za hranicemi Kuby příliš znám.
Guaracha byla po dlouhou dobu hudbou nižších sociálních vrstev, teprve v polovině 20. století se s hudbou tohoto stylu seznámilo širší publikum především díky tanečním orchestrům a skladatelům, jako byli Ñico Saquito nebo Julio Gutiérrez.
Skladby se hrají většinou v 3/4, 6/8 nebo 2/4 taktu a ve srovnání například s hudbou ve stylu son v rychlejším a živějším tempu. Ke známým interpretům tohoto stylu patří Felix Dima, Celia Cruz, Roberto Faz, Beny Moré, Pio Mentiroso, Roberto Colé, Benito de Jesus a Nico Saquito.

## Portorická guaracha
Vedle kubánského stylu guaracha existuje v Portoriku odlišný hudební styl stejného názvu s původem ve Španělsku.